# Pertot
Pertot je priimek več oseb:
- Adolf Pertot (1903—1982), zborovodja in narodni delavec
- Andrej Pertot, odbojkarski trener v zamejstvu
- Aleksandra Pertot (*1960), violinistka, dirigentka/zborovodkinja, glasbena pedagoginja
- Bogomil Pertot (1933—2021), strojnik, mehanik, matematik, izr. prof. FS UL
- Bruna Marija Pertot (*1937), pesnica, pisateljica
- Čelo (Celestin) Pertot (1924—2024), kipar
- Danilo Pertot (1948?—2019), režiser, igralec, radijski urednik in delavec
- Dušan Pertot (1919—1981), pevec, prevajalec, pisatelj in dramaturg
- Elizabeta Pertot (r. Nemec) (1929—2021), kemičarka
- Ferdinand Pertot, zborovodja
- Ivo Pertot (1893—1965), dr. fil., profesor, šolnik, narodni delavec
- Janko Pertot (1896—1987), telovadni organizator in vaditelj, planinec
- Jelica Pertot Portograndi (1909—2002?), harfistka in glasbena pedagoginja (poročena Portograndi)
- Josip Pertot (1896—1924), urednik, časnikar, borec za delavske pravice
- Josip Pertot (1858—1938), učitelj in narodni delavec
- Jože Pertot
- Just Pertot (1876—1952), zdravnik in politik
- Laura Pertot, prevajalka
- Lea Pertot, kulturna del. v Trstu
- Marin(k)a Pertot (*1944), prof. biologije, predsednica Slovenskega planinskega društva Trst
- Marjan Pertot (1935—2014), knjižničar, bibliograf, prosvetni in kulturni delavec
- Matjaž Pertot (*1959), matematik, profesor
- Milan Pertot (1884—1967), elektrotehnik, publicist
- Milan Pertot (1900—1967), učitelj in zborovodja
- Mileva Pertot (1931—2008), operna pevka, sopranistka
- Mojca Pertot (*1959), atletinja
- Monika Pertot
- Nada Pertot (1927—1999), slovenistka
- Nina Pertot Weis (*1984), plesalka, koreografinja, gledališka ustvarjalka
- Pavel Pertot
- Peter Pertot (1897—1989), gradbenik
- Riko Pertot (1885—1977), narodni in prosvetni delavec
- Silvester Pertot
- Simon Pertot (1845—1907), zdravnik
- Stanko Pertot (1910—1981), športni in prosvetni delavec
- Susanna Pertot, psihologinja, psihoanalitična psihoterapevtka v Trstu
- Tereza Pertot, pravnica v Trstu
- Vera Pertot (*1934), učiteljica in javna delavka (poročena Poljšak)
- Vladimir Pertot (1911—1992), ekonomist, univ. profesor
- Vojteh Pertot (1921—?), zdravnik